# Jüdischer Friedhof (Oettingen)

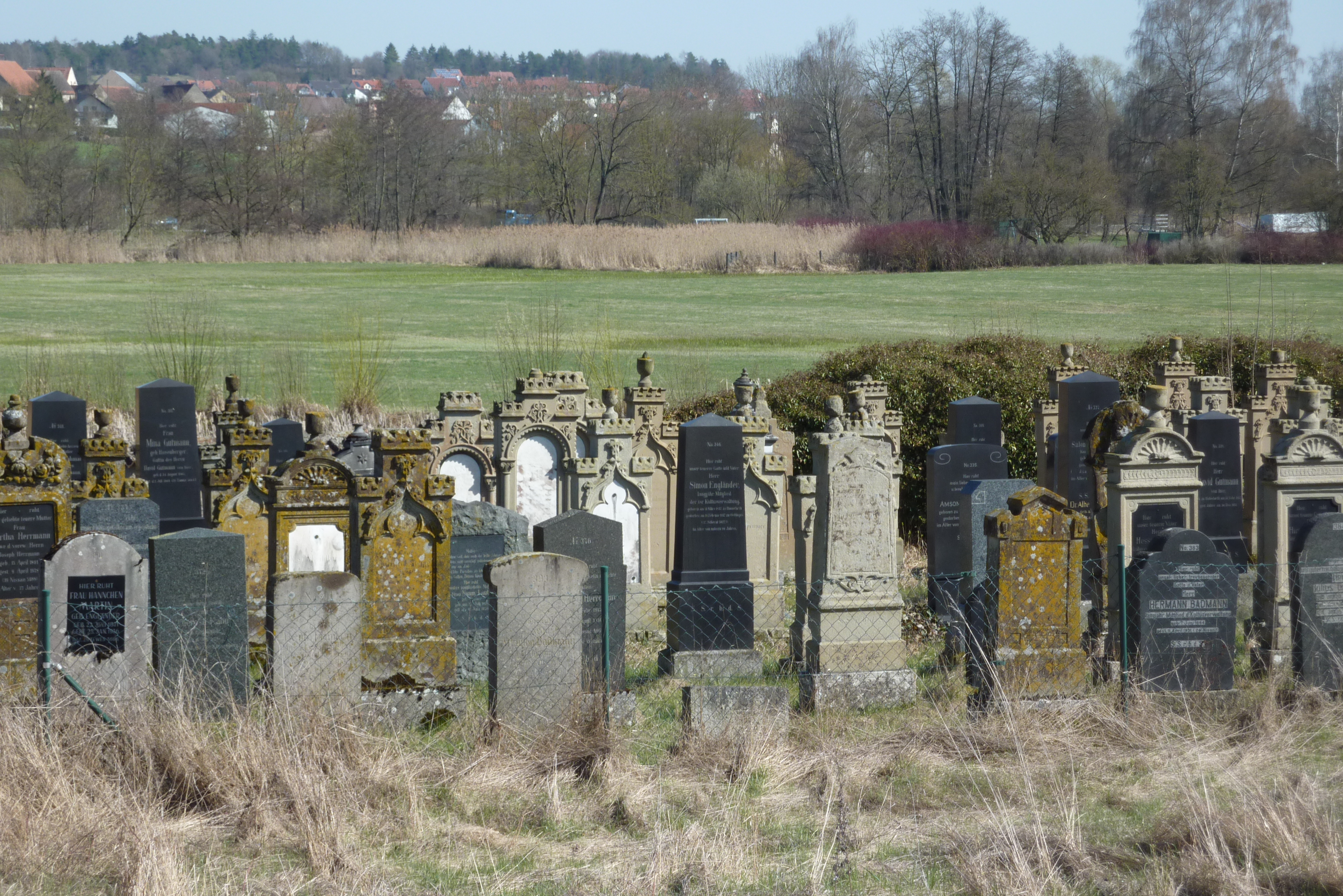
Jüdischer Friedhof in Oettingen

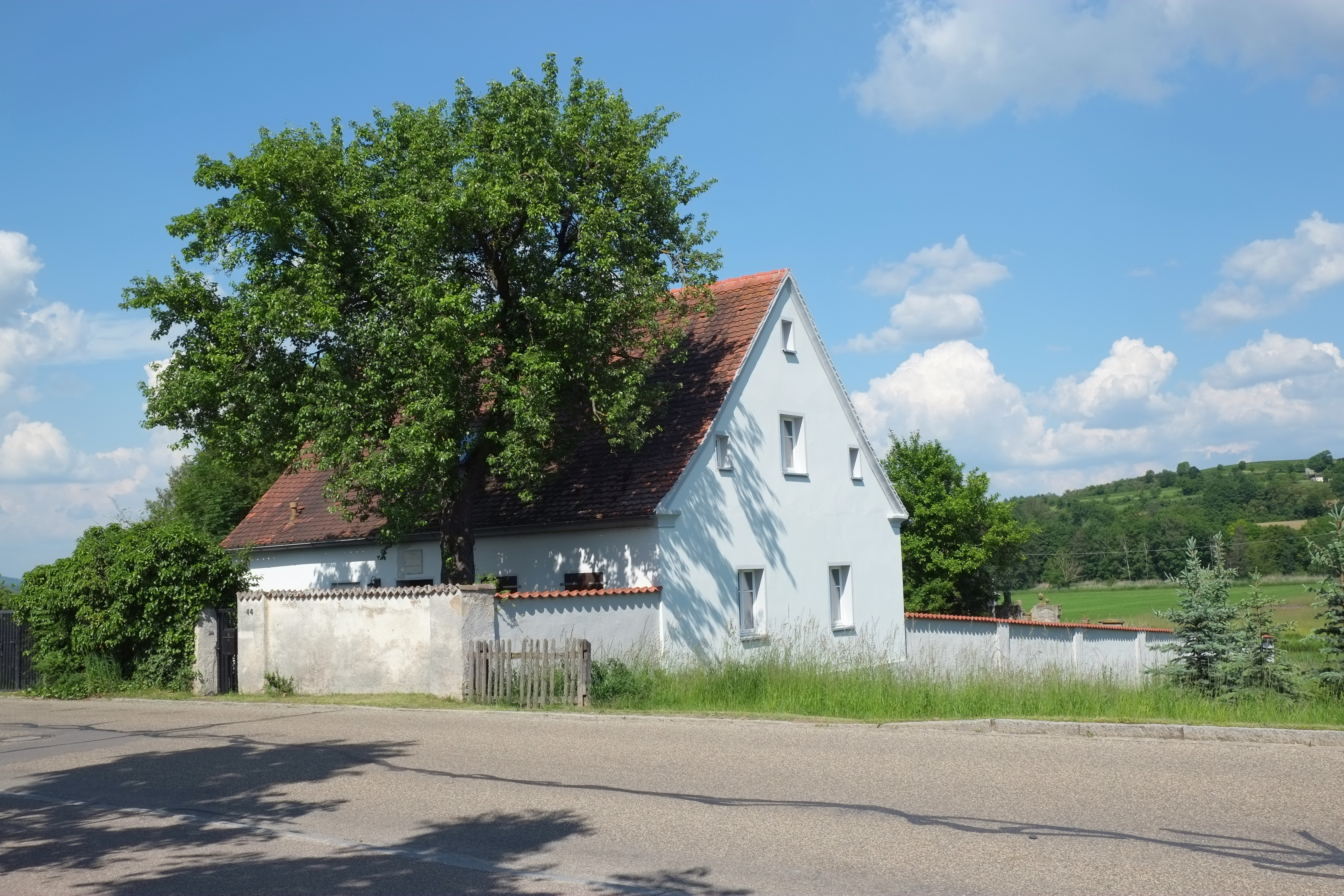
Ehemaliges Taharahaus

Der Jüdische Friedhof Oettingen ist ein jüdischer Friedhof in Oettingen, einer Stadt im schwäbischen Landkreis Donau-Ries in Bayern. Der Friedhof befindet sich am Stadtrand an der Mühlstraß 44.

## Geschichte
Die jüdische Gemeinde Oettingen bestattete ihre Toten im Mittelalter auf dem jüdischen Friedhof in Nördlingen, danach auf dem jüdischen Friedhof in Wallerstein. Der eigene Friedhof in Oettingen wurde 1850 angelegt.
Auf dem 24,20 Ar großen Friedhof befinden sich heute noch 319 Grabsteine, davon 36 Kindergrabsteine. Der Friedhof ist von einer Mauer umgeben, die durch zwei Eingangstore unterbrochen wird. Das kleinere Tor führt zu dem bis heute bewohnten Taharahaus.

## Zeit des Nationalsozialismus
Während der Zeit des Nationalsozialismus wurde der Friedhof 1938 geschändet.

## Gedenken

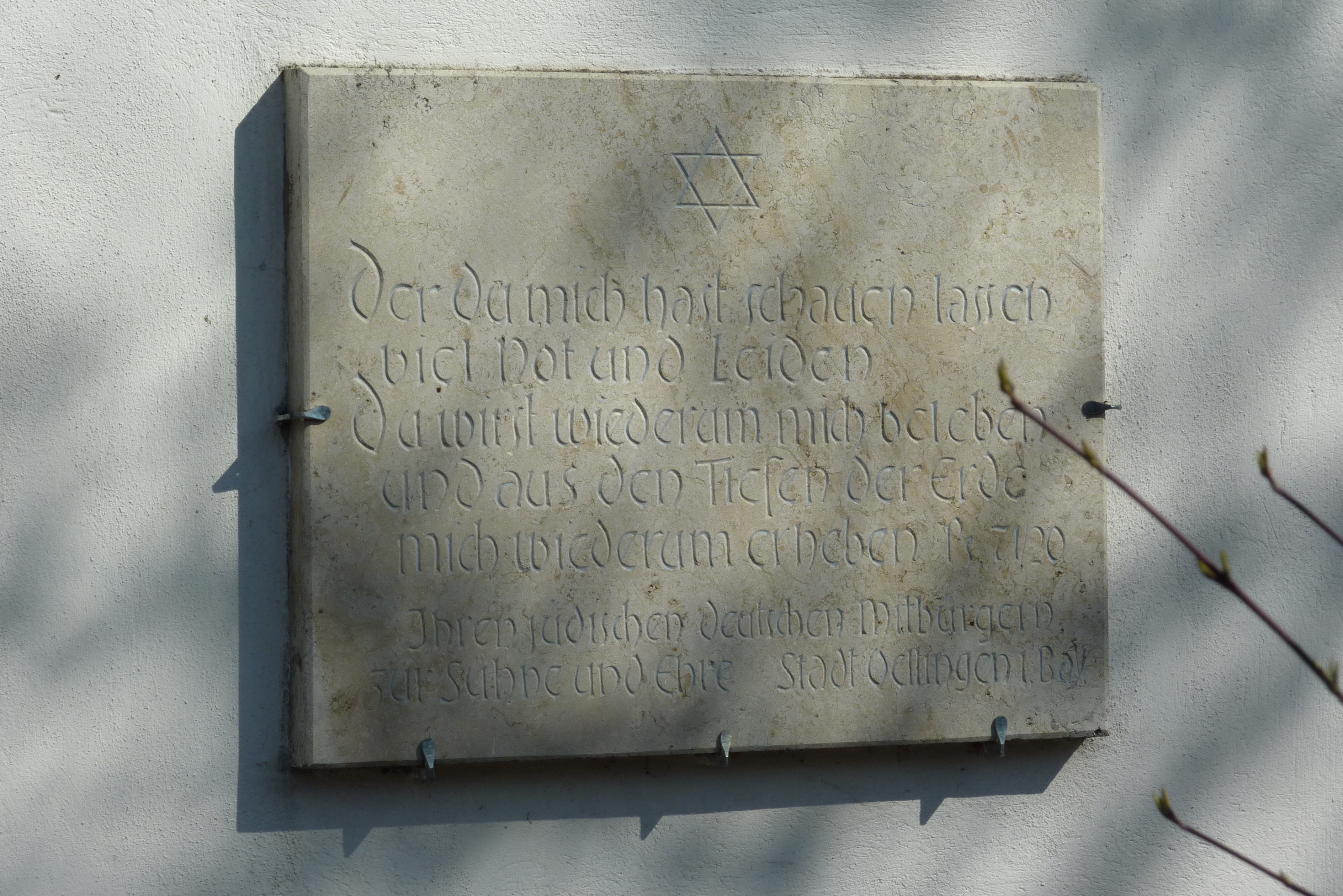
Gedenkstein

Auf einer weiteren Steintafel ist zu lesen: Der du mich hast schauen lassen viel Not und Leiden du wirst wiederum mich beleben und aus den Tiefen der Erde mich wiederum erheben Ps. 71/20. Ihren jüdischen deutschen Mitbürgern zur Sühne und Ehre Stadt Oettingen i. Bay.